# Dryopteris neowherryi
Dryopteris neowherryi är en träjonväxtart som beskrevs av W. Wagner. Dryopteris neowherryi ingår i släktet Dryopteris och familjen Dryopteridaceae. Inga underarter finns listade.